# Нем
Нем (рос. Нем) — річка на півночі європейської частини Росії, ліва притока Вичегди.

## Загальні дані
Довжина річки — 260 км, площа басейну — 4 230 км².
Пересічний показник річної витрати води — 196 37,3 м³/сек.
Живлення річки — змішане, з переважанням снігового.
Нем береться кригою в листопаді, скресає у травні.
Найбільші притоки — Кук'ю (рос. Кукью), Ин (рос. Ын), ліві; Закубан (права).

## Географія протікання
Нем бере початок на південному сході Республіки Комі на кордоні з Пермським краєм. Тече майже весь час у західному напрямку.
Русло — звивисте, впродовж течії річка «збирає» численні притоки, береги сильно заболочені, малонаселені.
Нем впадає у Вичегду в межах села Усть-Нем.
Раніше (у 1-й пол. і 3-й чв. ХХ століття) річкою здійснювався сплав деревини.